# Dermatoma

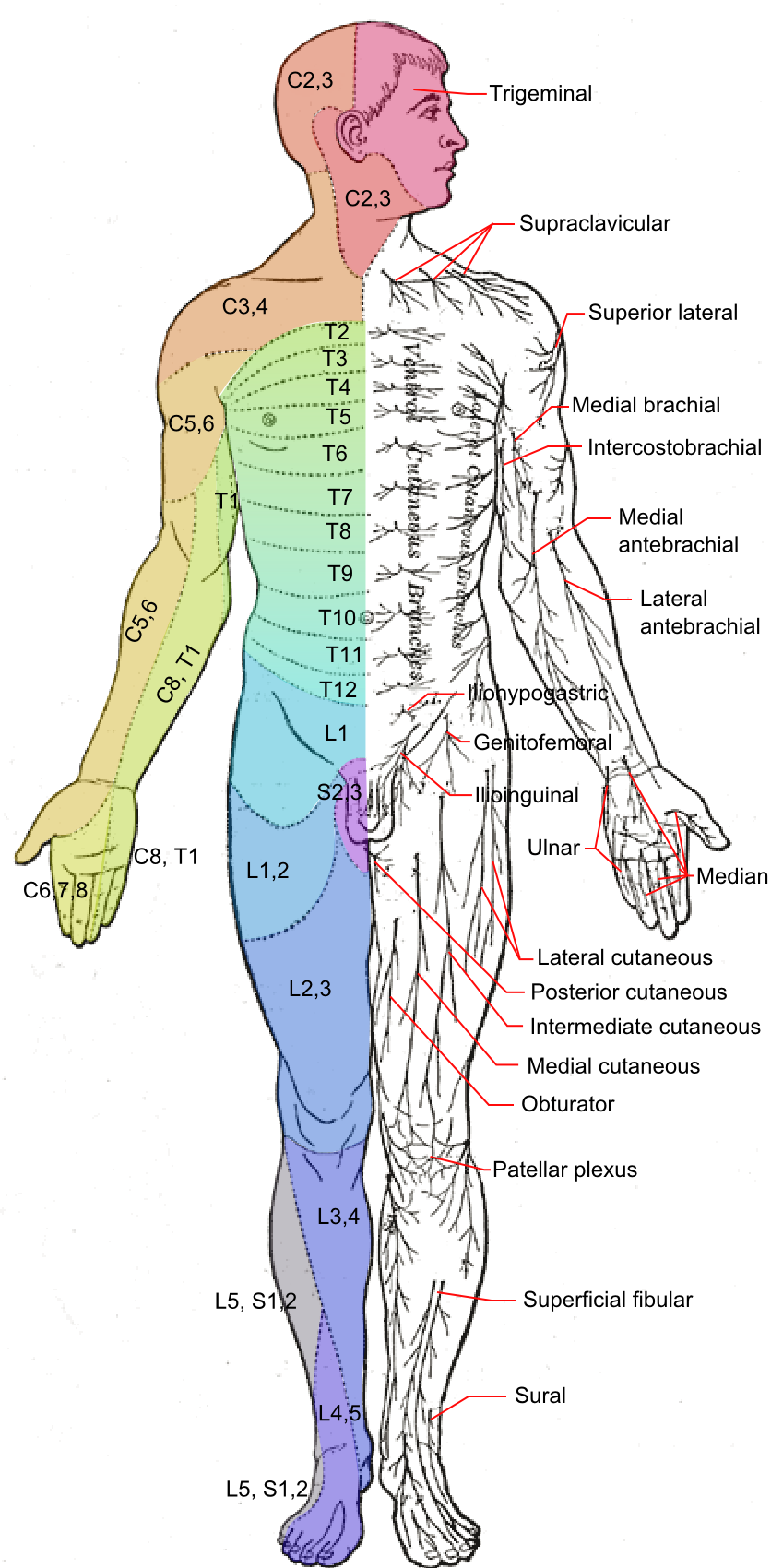
Visión anterior con los dermatomas y principales nervios cutáneos

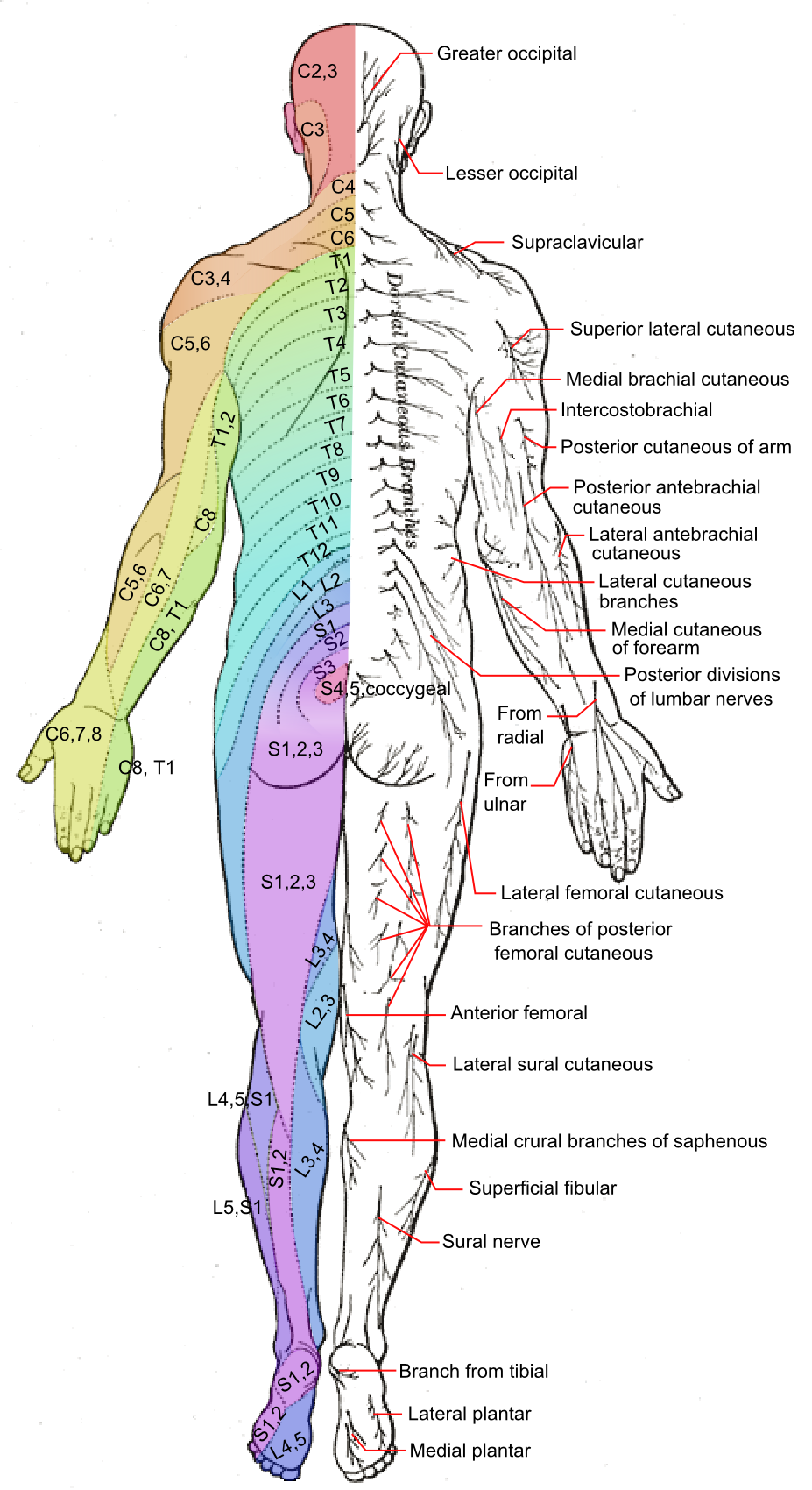
Visión posterior

Un dermatoma es el área de piel inervada por un solo nervio raquideo y su ganglio espinal.
Los nervios cutáneos son los que llegan a la piel, recogiendo la sensibilidad de ésta. Cada nervio cutáneo se distribuye en una cierta zona de piel, llamada dermatoma.
De cada segmento de la médula surgen un par de raíces posteriores o sensitivas y un par de raíces anteriores o motoras, que se unen lateralmente a nivel del foramen intervertebral para formar un nervio espinal mixto. Cada uno de estos inerva una franja de piel llamada dermatoma, por lo que la superficie corporal puede considerarse un verdadero mosaico de estos.
En las extremidades la disposición de los dermatomas es más complicada a causa de la rotación embriológica de los miembros a medida que crecen desde el tronco.

## Imágenes adicionales

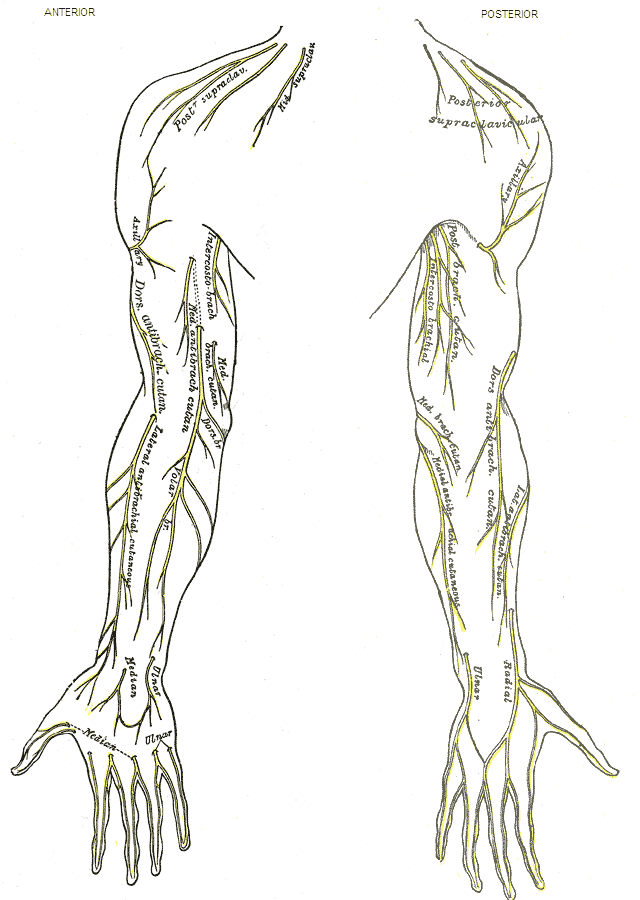
Nervios cutáneos de la extremidad superior.
Diagrama de la distribución segmentaria de la extremidad derecha superior.
Extremidad inferior.
Pie.
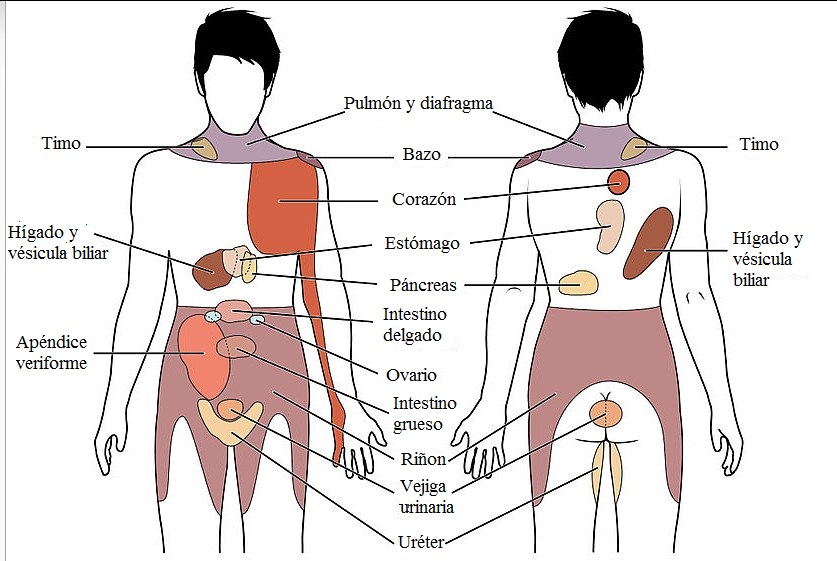
Dolor referido: Percepción y conciencia de sensaciones visceral se pueden mapear a ciertas regiones del cuerpo, como esta gráfica demuestra. Algunas sensaciones se sienten en el mismo sitio mientras otras se perciben como que afectan áreas que están a cierta distancia del órgano responsable.